# 正福寺 (甲賀市)

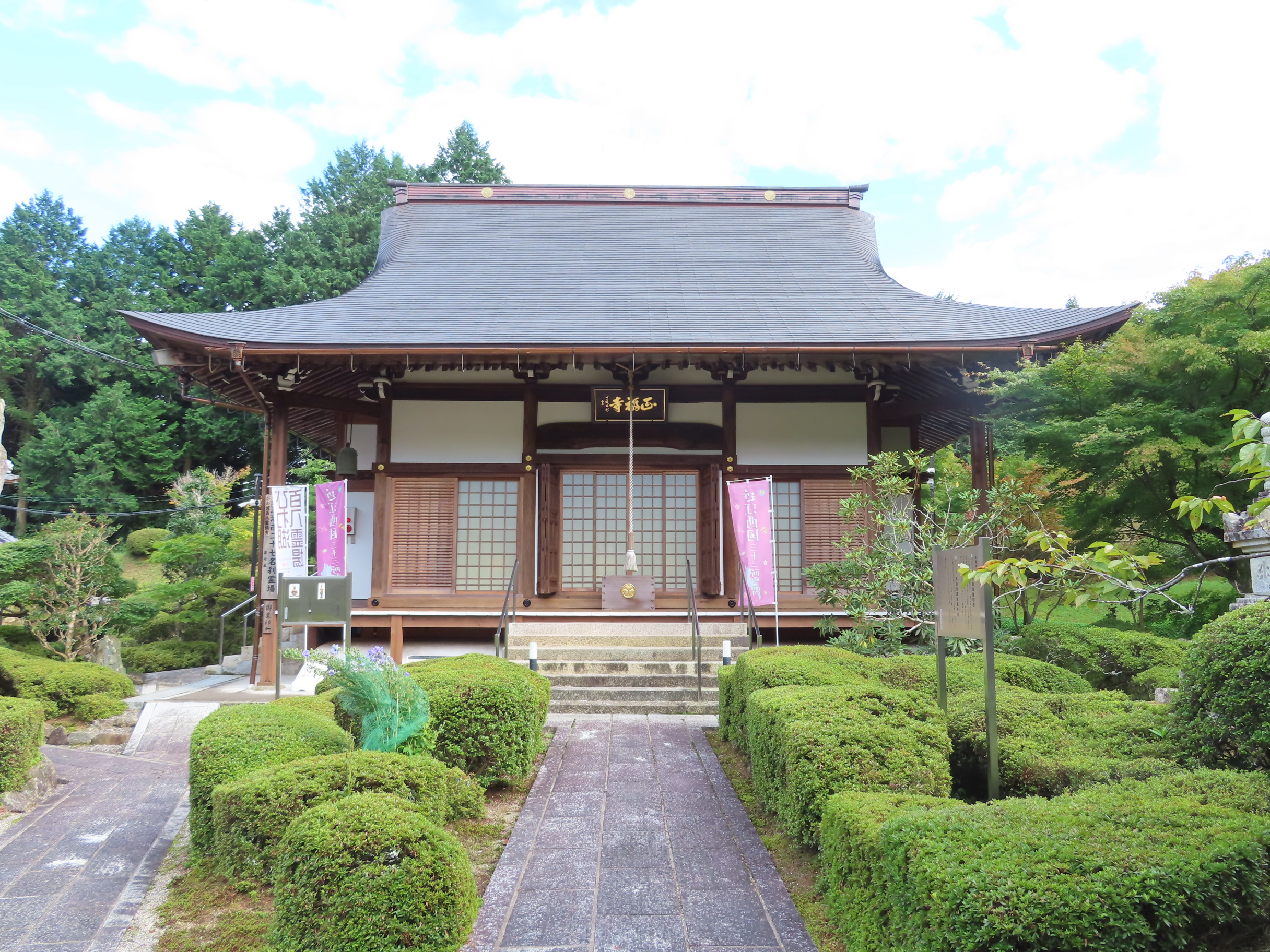
本堂

正福寺（しょうふくじ）は、滋賀県甲賀市甲南町杉谷にある臨済宗妙心寺派の寺院。山号は寿亀山。本尊は十一面観音。

## 歴史
この寺は、飛鳥時代聖徳太子によって創建されたと伝えられる。当初は天台宗に属していたが、1681年（天和元年）江戸幕府5代将軍徳川綱吉の援助により再興され、現在の臨済宗の寺院となった。

## 文化財

### 重要文化財（国指定）
- 木造十一面観音立像 - 世継観音と呼ばれる。平安時代の12世紀作[1]。
- 木造釈迦如来坐像 - 大きさは半丈六。平安時代の12世紀作。

### 市指定文化財
- 木造地蔵菩薩坐像 - 平安時代の12世紀作。
- 木造金剛力士像 - 平安時代の11世紀半ば過ぎの作。
- 石造宝篋印塔 - 南北朝時代初期の大和様式の意匠を備える。

## 所在地
- 滋賀県甲賀市甲南町杉谷2928